# 避席
避席亦作辟席，是東亞傳統的交往礼节之一。東亞傳統以前习惯席地而坐（中國在宋代以後才普及使用椅子），为了表示对对方的尊敬和自己的谦逊，都要离开坐席而伏于地，这种做法便叫做避席。
避席也叫避廗，可指離席或席中不告而別，也指回避、退避或者躲避。